# Tabanus atrimanus
Tabanus atrimanus är en tvåvingeart som beskrevs av Friedrich Hermann Loew 1858. Tabanus atrimanus ingår i släktet Tabanus och familjen bromsar. Inga underarter finns listade i Catalogue of Life.